# Église Saint-Joseph de Sighișoara
Pour les articles homonymes, voir Église Saint-Joseph.
L'église Saint-Joseph de Sighișoara (en roumain : Catedrala Sfântul Iosif) est une église catholique romaine située au nord-est de la citadelle de Sighișoara en Roumanie.

## Histoire
Contrairement aux deux autres grandes églises de la ville, construites par des Saxons de Transylvanie, celle-ci a été construite par des Hongrois. Conçue par l'architecte Franz Letz, elle est construite entre 1894 et 1896 à l'endroit où se trouvait une ancienne église du Moyen Âge, après la démolition du monastère des moniales franciscaines et de la tour Lacatus (Turnului Lacatusilor). Elle est consacrée par l'évêque de Transylvanie Franz Lonhart le 4 octobre 1896.
En 1983, un incendie se produit et détruit entièrement le toit et la nef de l'église. Ils sont reconstruits en 1984 avec des matériaux modernes. Certains objets ont été conservés, comme les deux autels du transept et les cadres des tableaux des 14 étapes du chemin de croix. L'orgue actuel est acheté à une église saxonne voisine et est construit par Karl Einschenk en 1908.
Entre 2005 et 2007, l'église est restaurée et rénovée à l'intérieur et à l'extérieur.

## Description

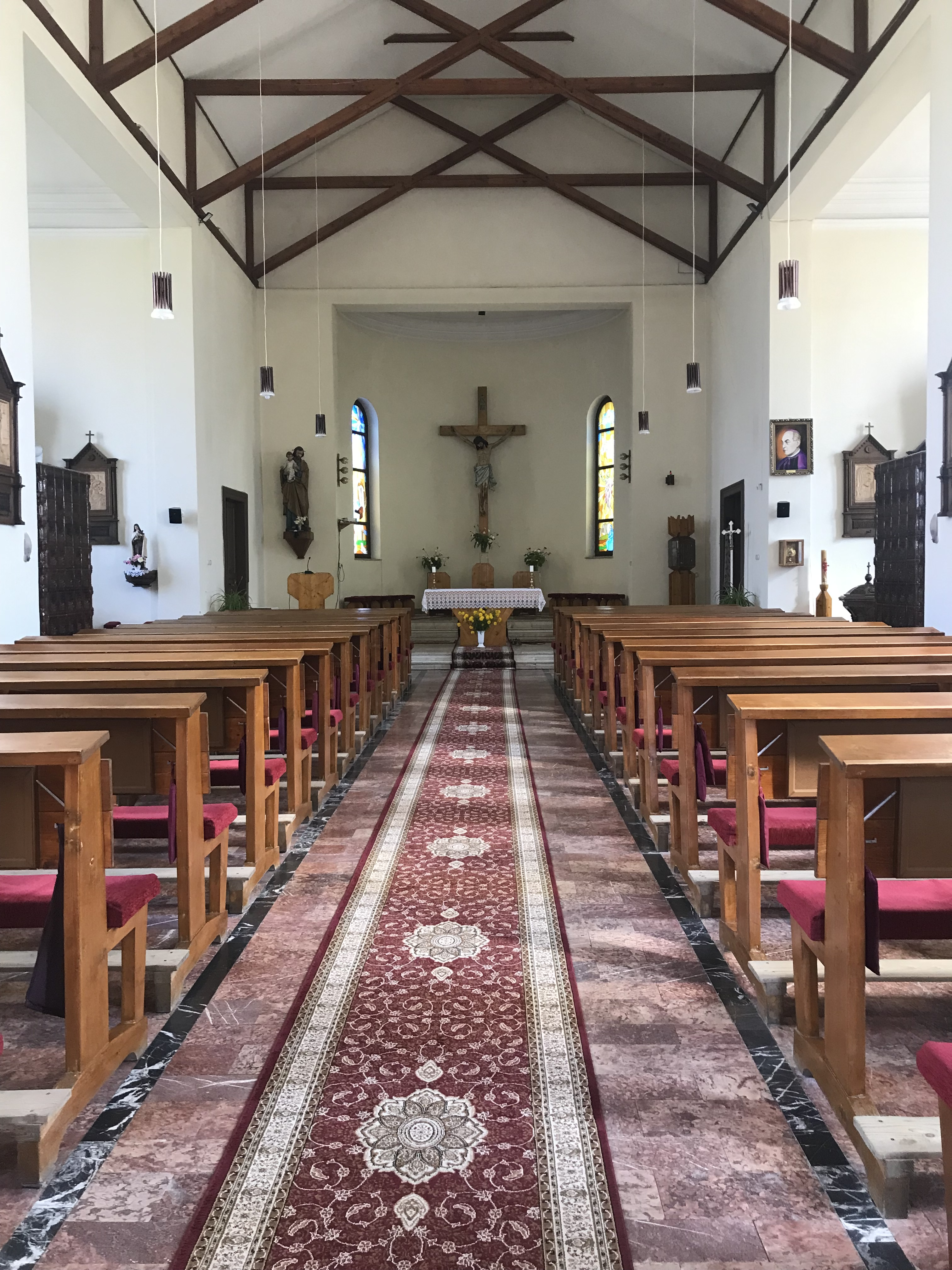
Intérieur de l'église en 2024.

L'église présente un style néoclassique s'inspirant de la tradition du nord de l'Italie, avec des arcs décoratifs, des rosaces romaines, des clochers et plâtres extérieurs avec des rectangles en relief. Son style est éclectique, combinant des éléments gothiques et baroques. Sur le côté nord, elle possède un très haut clocher. Elle a une longueur totale de 30 mètres.
L'intérieur actuel est le résultat des changements survenus en 1984 après l'incendie de 1983. Il présente des fresques, peintures murales, sculptures, vitraux et un maître-autel.